# Clive Swift
Clive Walter Swift (Liverpool (Merseyside), 9 februari 1936 – Londen, 1 februari 2019) was een Engels acteur en auteur.

## Biografie
Hij studeerde Engelse literatuur aan de Universiteit van Cambridge.

### Tv-loopbaan
Swift debuteerde in 1965 in de BBC-miniserie War of the Roses, met onder anderen David Warner en Ian Holm in de hoofdrollen. In datzelfde jaar speelde hij zijn eerste filmrol: Duffie in Catch Us If You Can. In de tweede helft van de jaren zestig speelde hij nog enkele filmrollen. Ook speelde hij enkele gastrollen in televisieseries, zoals in Public Eye (1966) en The Wednesday Play (1969, 1970).
In het seizoen 1970-1971 kreeg hij zijn eerste vaste rol in een televisieserie. Hij speelde Inspector Waugh in de zesdelige BBC-serie Waugh on Crime.
In 1972 speelde hij de rol van Johnny Porter in de film Frenzy van Alfred Hitchcock.
Vanaf de jaren zeventig speelde hij in films en televisieseries, onder meer als Richard Bucket in de serie Keeping Up Appearances (1990-1995), in Nederland en Vlaanderen uitgezonden als Schone Schijn.
Verder heeft hij in Peak Practice (1998) gespeeld en was hij in 2003 te zien in de televisieserie Born and Bred, als pastoor Brewer. In december 2007 had hij een rol als Mr. Copper in de op 25 december dat jaar op BBC One uitgezonden, 72 minuten durende, kerstspecial Voyage Of The Damned van Doctor Who, met David Tennant als Dr. Who (the Tenth Doctor) en Kylie Minogue als serveerster Astrid Peth.

### Persoonlijk leven
Tussen 1960 en 1975 was Swift getrouwd met schrijfster Margaret Drabble. Ze kregen een dochter en twee zoons. In 1976 en 1981 verschenen er twee boeken van Swift, over hoe het is om acteur te zijn. Op 1 februari 2019 overleed Swift kort voor zijn 83e verjaardag na een kort ziekbed.

## Filmografie
- Midsomer Murders, televisieserie – Felix Hope (1 afl., 2017)
- Cuckoo, televisieserie – Dr. Rafferty (1 afl., 2014)
- The Old Guys, televisieserie – Roy (6 afl., 2009)
- Doctor Who, televisieserie – Mr. Copper (Afl., Voyage of the Damned, 2007)
- Born and Bred, televisieserie – Reverend Brewer (26 afl., 2002-2005)
- Vacuums (2002) – AJ Johnson
- Young Arthur (televisiefilm, 2002) – Illtud
- Aristocrats (miniserie, 1999) – Koning George II
- Peak Practice, televisieserie – Norman Shorthose (10 afl., 1998)
- Gaston's War (1997) – Generaal James
- The Famous Five, televisieserie – Mr. Pottersham (Afl., Five Have a Wonderful Time: Part 1 & 2, 1997)
- Keeping Up Appearances, televisieserie – Richard Bucket (44 afl., 1990-1995)
- Woof!, televisieserie – Alex Pardoe (Afl., Doggy Business, 1994)
- Heartbeat, televisieserie – Victor Kellerman (Afl., Going Home, 1993)
- Boon, televisieserie – Charles Hastings (Afl., Queen's Gambit, 1992)
- The War That Never Ends (televisiefilm, 1991) – Athenagoras
- This Is David Harper, televisieserie – Parapope Joshua (Afl., Born Yesterday Again, 1990)
- Othello (televisiefilm, 1990) – Brabantio/Gratiano
- Gentlemen and Players, televisieserie – Rol onbekend (Afl., Another Square Mile, 1989)
- Storyboard, televisieserie – Hewes (Afl., Hunted Down, 1989)
- Minder, televisieserie – Directeur Chisholm (Afl., An Officer and a Car Salesman, 1988)
- Minder: An Officer and a Car Salesman (televisiefilm, 1988) – Directeur Chisholm
- Young Toscanini (1988) – 2o Maestro Scala
- The Ray Bradbury Theater, televisieserie – St. John Court (Afl., The Coffin, 1988)
- A Very Peculiar Practice, televisieserie – Prof. Piers Plat (Afl., Art and Illusion, 1988)
- Journey's End (televisiefilm, 1988) – Kapitein Hardy
- Pack of Lies (televisiefilm, 1987) – Ellis
- Inspector Morse, televisieserie – Dr. Thomas Bartlett (Afl., The Silent World of Nicholas Quinn, 1987)
- Cause célèbre (televisiefilm, 1987) – P.P. Croom Johnson
- First Among Equals (miniserie, 1986) – Alec Pimkin
- What Mad Pursuit? (televisiefilm, 1985) – Bonwit Steinhauser
- Doctor Who, televisieserie – Jobel (Afl., Revelation of the Daleks: Part 1 & 2, 1985)
- The Pickwick Papers, televisieserie – Mr. Tupman (12 afl., 1985)
- A Passage to India (1984) – Majoor Callendar
- Pericles, Prince of Tyre (televisiefilm, 1984) – Lord Cerimon
- Memed My Hawk (1984) – Rol onbekend
- Dombey & Son (miniserie, 1983) – Majoor Bagstock
- The Barchester Chronicles (miniserie, 1982) – Bisschop Proudie
- The Gentle Touch, televisieserie – Dalziel (Afl., Right of Entry, 1982)
- Tales of the Unexpected, televisieserie – Latham (Afl., Stranger in Town, 1982)
- Praying Mantis (televisiefilm, 1982) – Dr. Faure
- Winston Churchill: The Wilderness Years (miniserie, 1981) – Sir Horace Wilson
- Excalibur (1981) – Sir Hector
- Dr. Jekyll and Mr. Hyde (televisiefilm, 1981) – Hastie Lanyon
- BBC 2 Playhouse, televisieserie – Rol onbekend (Afl., The Breakthrough, 1975|Home Movies, 1979|An Ordered Life, 1980)
- Cribb, televisieserie – Dr. Probert (Afl., A Case of Spirits, 1980)
- The Nesbitts Are Coming, televisieserie – Ernie Nesbitt (6 afl., 1980)
- Henry IV, Part 1 (televisiefilm, 1979) – Thomas Percy, Earl of Worcester
- A Family Affair (miniserie, 1979) – Sir Charles Byford
- Hazell, televisieserie – Fitch (Afl., Hazell and the Baker Street Sleuth, 1979)
- 1990, televisieserie – Tony Doran (Afl. onbekend, 1978)
- A Horseman Riding By, televisieserie – Watkins (Afl., 1905: The Hollow Victory, 1978)
- Bless Me Father, televisieserie – Fred Dobie (Afl., Father & Mother, 1978)
- Shadows, televisieserie – Devine (Afl., And for My Next Trick..., 1978)
- The Sailor's Return (televisiefilm, 1978) – Eerwaarde Pottock
- The Game (televisiefilm, 1977) – Rol onbekend
- Beasts, televisieserie – 'Bunny' Nettleton (Afl., The Dummy, 1976)
- Play for Today, televisieserie – Steward (Afl., Buffet, 1976)
- Victorian Scandals, televisieserie – William Hepworth-Dixon (Afl., Beloved, 1976)
- The Brothers, televisieserie – Trevellyan (Afl., Tender, 1976|The Mole, 1976)
- Clayhanger, televisieserie – Albert Benbow (26 afl., 1976)
- Romeo and Juliet (televisiefilm, 1976) – Friar Lawrence
- Play for Today, televisieserie – Rol onbekend (Afl., Goodbye, 1975)
- South Riding, televisieserie – Cllr. Alfred E. Huggins (Afl., The Powers That Be|The Lord Giveth and the Lord Taketh Away, 1974)
- Man at the Top (1973) – Massey
- The National Health (1973) – Ash
- A Warning to the Curious (televisiefilm, 1972) – Dr. Black
- Frenzy (1972) – Johnny Porter
- The Liver Birds, televisieserie – Jim Royle (Afl., Birds on Strike, 1972)
- Death Line (1972) – Inspecteur Richardson
- Dead of Night (1972) – Dan (segment 'The Exorcism')
- The Stalls of Barchester (televisiefilm, 1971) – Dr. Black
- Thirty-Minute Theatre, televisieserie – Inspector Waugh (6 afl., 1970-1971)
- ITV Saturday Night Theatre, televisieserie – Max Fielder (Afl., Roll on Four O'Clock, 1971)
- Waugh on Crime, televisieserie – Inspecteur Waugh (6 afl., 1970-1971)
- The Wednesday Play, televisieserie – Adjudant (Afl., Mad Jack, 1970)
- Mad Jack (televisiefilm, 1970) – Adjudant
- The Wednesday Play, televisieserie – Neil (Afl., Birthday, 1969)
- Dombey and Son (miniserie, 1969) – Majoor Bagstock
- A Midsummers Night's Dream (1968) – Snug
- All's Well That Ends Well (televisiefilm, 1968) – Parolles
- Ways with Words, televisieserie – Rol onbekend (1967)
- Public Eye, televisieserie – Rol onbekend (Afl., There Are More Things in Heaven and Earth, 1966)
- Catch Us If You Can (1965) – Duffie
- War of the Roses (miniserie, 1965) – Rol onbekend

- Bibliothèque nationale de France: cb142310974 (data)
- International Standard Name Identifier: 0000 0003 8405 1325
- Library of Congress Control Number: n77000464
- Nationale Bibliotheek van Israël: 987007328236405171
- Nederlandse Thesaurus van Auteursnamen: 072665122
- Virtual International Authority File: 273664118
- WorldCat: E39PBJB8phdX9GMXRtqGrF8Hmd